# Entobdella pugetensis
Entobdella pugetensis är en plattmaskart. Entobdella pugetensis ingår i släktet Entobdella och familjen Capsalidae. Inga underarter finns listade i Catalogue of Life.